# Europees Centrum voor Eco en Agro Toerisme
Het Europees Centrum voor Eco en Agro Toerisme (internationale naam European Centre for Ecological and Agricultural Tourism, afgekort ECEAT) is een niet-gouvernementele organisatie die als doel heeft om kleinschalig en milieuvriendelijk toerisme (ecotoerisme) op het platteland te stimuleren. Op deze manier probeert de organisatie het behoud van waardevolle natuur- en cultuurlandschappen te bevorderen.

## Organisatie en Werkwijze
De Stichting ECEAT is opgericht in 1993 en is statutair gevestigd te Amsterdam, waar tevens de Nederlandse afdeling ECEAT-Nederland is gevestigd. Ook is hier het aan ECEAT gelieerde projectbureau ECEAT-Projects gevestigd.
ECEAT is gestart met programma's in Tsjechië, Polen en Hongarije. Het belangrijkste doel was de ondersteuning van de opkomende biologische landbouw beweging in die landen. Vandaag de dag omvat het ECEAT netwerk meer dan 1.300 kampeer- en logeeradressen in vijfentwintig Europese landen.
Om te kunnen deelnemen moet een accommodatie voldoen aan internationaal afgestemde minimale comfort- en milieucriteria. Er zijn ECEAT-organisaties in Duitsland, Finland, Hongarije, Letland, Nederland, Polen, Roemenië, Slovenië, Tsjechië, Turkije, Wit-Rusland en Zweden. In Bulgarije, Servië en Spanje zijn organisaties kandidaat-lid en in Frankrijk en Italië worden initiatieven ontplooid om organisaties op te zetten. De Benelux valt onder ECEAT-Nederland terwijl Zwitserland en Oostenrijk onder ECEAT-Duitsland vallen. De nationaal coördinatoren brengen de accommodaties binnen hun land in kaart en geven deze gegevens door aan het ECEAT-kantoor in Nederland. De in de database verzamelde gegevens omvatten onder meer aan welke milieukeurmerken een accommodatie voldoet en de inspanningen op het gebied van duurzame energie.
De aangesloten accommodaties worden onder de aandacht van het publiek gebracht met verschillende publiciteitsmiddelen, zoals de zogenaamde Groene Vakantiegidsen, meerdere websites en deelname aan beurzen en dergelijke. De belangrijkste publicatie is de Groene Vakantiegids. Deze bevat voor elke accommodatie de benodigde informatie over de faciliteiten, bereikbaarheid, prijzen, mate van duurzaamheid en de omgeving. Een deel van de gidsen wordt in samenwerking met de ANWB uitgegeven en verkocht. Ook is er een website ontwikkeld, waar gedetailleerde informatie over de aangesloten accommodaties kosteloos kan worden geraadpleegd.

## Samenhang extra boereninkomsten en een vitaal platteland
Met de aanvullende opbrengsten zijn de aangesloten biologische boeren beter in staat om de noodzakelijke investeringen te bekostigen van hun milieuvriendelijke bedrijfsactiviteiten. Het behoud van een gevarieerd landschap en een voortdurend milieubewustzijn worden zo door de financiële bijdragen van de toerist in stand gehouden. Bovendien kan door nevenactiviteiten zoals paardrijden, fietsverhuur, excursies en souvenirverkoop de economische levensvatbaarheid en 'levendigheid' van achterblijvende plattelandsgebieden een impuls worden gegeven. Dit draagt ook bij aan een evenwichtige demografische ontwikkeling in deze gebieden. (Zoals de bestrijding van de vergrijzing van het platteland door het vertrek van jongeren omdat er o.a. onvoldoende werkgelegenheid is.)
Omdat de focus van ECEAT ligt op de totale samenhang van de activiteiten in lokale gemeenschappen wordt ook complementaire aandacht, ondersteuning en publiciteit gegeven aan milieuvriendelijke toeristische accommodaties die niet (meer) primair afhankelijk zijn van de opbrengsten van landbouw.

## ECEAT-Projects
De afgelopen jaren heeft ECEAT expertise vergaard over het formuleren, uitvoeren en evalueren van projecten die gericht zijn op de ontwikkeling van duurzaam toerisme. Deze kennis en de gespecialiseerde medewerkers zijn gebundeld binnen ECEAT-Projects. Een van de activiteiten van ECEAT-Projects is het adviseren van overheden en maatschappelijke organisaties op nationaal en internationaal niveau rondom duurzame ontwikkeling binnen de toeristische sector.

## Financiering
De kosten van de organisatie zijn relatief laag door de huur van kantoorruimten in een verzamelgebouw voor ideële organisaties en omdat een deel van de vijftien medewerkers van ECEAT-Nederland het salaris ontvangt via een zogenoemde ID-baan. De stichting wordt gefinancierd door donateurs, subsidies (o.a. van de Europese Unie) en de uitgifte van de vakantiegidsen, al worden de laatste tegen kostprijs of zelfs daaronder aangeboden. De deelnemende accommodaties delen ook mee in de lasten door hun verplichte bijdrage voor opname in de vakantiegidsen van ECEAT. De stichting ontvangt echter geen commissie voor boekingen en bemiddelt ook niet tussen de toerist en de accommodatie.